# Charlotte Wrighten Placide
Charlotte Wrighten Placide, född 1776, död 1823, var en amerikansk skådespelare och operasångerska. Hon hade en framgångsrik karriär i USA från 1796, och var direktör för Charleston Theatre 1812-1813.  
Hon var dotter till den brittiska sångerskan Mary Ann Wrighten Pownall, och var liksom denna engagerad vid Old American Company i John Street Theatre 1792-95 och därefter vid Charleston Theatre. Hon gifte sig 1796 med Alexander Placide, som 1799-1812 var direktör för Charleston Theatre. Hon spelade de kvinnliga huvudrollerna vid sin makes teater, som då var den enda i Charleston och South Carolina. Hon spelade inte enbart teater, utan beskrivs också som en begåvad vokalist. Hon var under sin samtid en berömd och uppskattad scenartist.    